# کاتالینا یوئه
کاتالینا یوئه (انگلیسی: Catalina Yue؛ زادهٔ ۱۹ مه) یک موسیقی‌دان اهل ایالات متحده آمریکا است. وی از سال ۲۰۰۸ میلادی تاکنون مشغول فعالیت بوده‌است.